# 野見宿禰

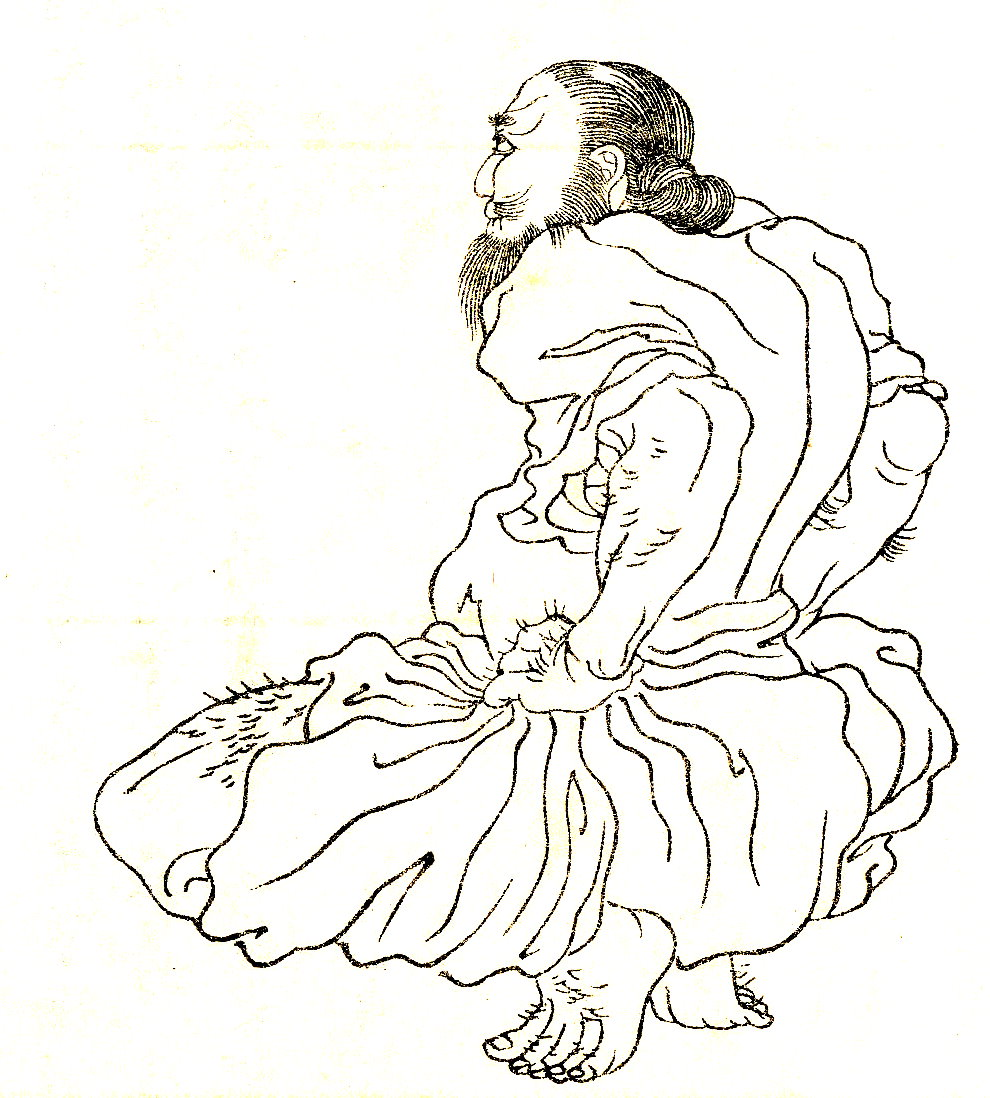
野見宿禰

野見宿禰（日语：のみのすくね）乃日本传说中垂仁天皇时代的一位人物，是天穗日命的后人。傳說當他与另一位力士當麻蹶速比刈，他一腳踢死後者。
雖然不是真相扑，但他被後人认为是相扑力士始祖，也是菅原道真、毛利氏等的祖先。後世將野見和當麻視為相撲之祖神，共同祭祀在傳說兩者相撲之地，也就是奈良縣櫻井市的相撲神社（穴師坐兵主神社之攝社）。他也提议天皇用陶俑（埴輪）代替活人陪葬，被垂仁天皇賜予頭銜「土師職」，因而成為土師氏的始祖。

## 關連項目
- 日本神祇一覽
- 相撲

## 外部連結
- ハニワの元祖は野見宿禰 （页面存档备份，存于）
- 古来信仰と相撲の祖神を祭る野見山